# Clause d'urgence
En Suisse, la clause d'urgence est une procédure législative permettant d'accélérer l'entrée en vigueur d'une loi votée par le parlement.

## Fonctionnement
Au niveau fédéral, le parlement peut décider, à la majorité des membres de chacune des deux chambres, d'invoquer la clause d'urgence pour une loi, pour autant que sa validité soit limitée dans le temps. Dans ce cas, la loi entre directement en vigueur et non, comme c'est généralement le cas, après une période de 100 jours permettant le dépôt d'un référendum populaire. Dans le cas où la loi est anticonstitutionnelle ou si cette loi est attaquée par référendum, sa validité n'est que d'une année si elle n'est pas acceptée en votation par le peuple et les cantons. Enfin, une loi urgente refusée en votation ne peut être renouvelée.
Le même principe est prévu par la plupart des constitutions cantonales.

## Histoire
La clause d'urgence est introduite en Suisse avec la Constitution fédérale de 1874 qui la définit sous le nom d'« arrêté fédéral urgent ». Tout d'abord peu utilisée, le recours à cette clause par le gouvernement fédéral devient progressivement de plus en plus fréquent pendant la première moitié du XXe siècle.
Plusieurs initiatives populaires sont successivement lancées soit pour supprimer, soit pour limiter cette clause : une première initiative, présentée par le parti communiste suisse est rejetée en votation populaire le 20 février 1938. Une seconde initiative, déposée le mouvement des lignes directrices est retirée en 1939 en faveur d'un contre-projet proposé par l'Assemblée fédérale qui reprend en particulier le droit de référendum sur « les traités internationaux conclus pour une durée indéterminée ou
pour plus de quinze ans ». Le 7 avril 1938, c'est au tour d'une troisième initiative d'être déposée par l'union des indépendants ; elle est cependant retirée deux ans plus tard, son objectif ayant été rempli par l'adoption d'une règle à ce sujet par le Parlement
Enfin, le 11 septembre 1949, l'initiative populaire « Retour à la démocratie directe » déposée par la ligue vaudoise est acceptée en votation par 50.7 % des votants contre l'avis du Parlement et du Conseil fédéral ; cette initiative fixe la réglementation de la clause d'urgence et, en particulier, sa limitation dans le temps.
Lors de la révision de la Constitution fédérale de 1999, la clause d'urgence change de nom pour devenir « législation d'urgence », la loi ainsi traitée devenant une « loi urgente ».